# Bitva u Jasla
Bitva u Jasla bylo vojenské střetnutí na východní frontě za 2. světové války, které proběhlo v rámci Západokarpatské operace mezi sovětskými a československými vojsky na straně jedné a německými vojsky na straně druhé. Pojmenovaná je podle polského města Jasło (tehdy německý Jassel).

## Průběh bitvy
1. československý armádní sbor, který bojoval na východní frontě, se v průběhu bojů postupně rozrůstal a v jeho rámci vzniklo 5 pluků dělostřelectva a samostatná tanková brigáda. Výzbroj dělostřelectva tvořily 122 mm houfnice M1938 (M-30), 152 mm houfnice vzor 1937 (ML-20), 76,2mm divizní kanóny vz. 42 a 120 mm minomety vzor 1938. Jako tažná vozidla 152 mm houfnic byly používány sovětské tahače JA-12, 122 mm houfnice tahaly z větší části americké nákladní vozy Studebaker US6 nebo sovětské vozy GAZ AA, protitankové kanóny byly přemisťovány americkými vozy Dodge WC-51/52. K dispozici velitelů jednotlivých praporů byly americké džípy Willys. 1. československá tanková brigáda byla po bitvě na Dukle zdecimována, bojeschopných bylo pouze 5 tanků T-34/76 a dvě samohybná děla SU-85. Do československých vojenských jednotek přicházeli nováčci nebo záložníci z Podkarpatské Rusi, kteří byli málo vycvičení, což působilo jisté problémy v kvalitě mužstva.
Po Karpatsko-dukelské operaci přešla vyčerpaná vojska do obrany na řece Ondavě. Vojska se zde připravovala k dalšímu útoku, avšak rozkazem bylo dělostřelectvo a tanková brigáda (spíš to, co z ní zbylo) přesunuty ve dnech 18. až 22. prosince do Polska. Cestou docházelo k občasným přestřelkám. Českoslovenští dělostřelci působili na frontě u polského města Jasło. Jejich úkolem bylo zničení nepřátelských zbraní, okopů, pevnůstek a živé síly a zabránění útoků německých sil. Průběžně byl prováděn průzkum, který zjišťoval cíle dělostřelecké palby. Nečinná nebyla ani německá strana, která prováděla rušivé dělostřelecké přepady, při níž byli mrtví a zranění. 12. ledna začala na široké frontě Viselsko-oderská operace, během které Rudá armáda přes celé Polsko pronikla do Německa a vytvořila si nástupiště k závěrečnému útoku na Berlín.
Útok dělostřelectva a kaťuší sovětských a československých vojsk začal 15. ledna 1945 zhruba v 8:30. Palba trvala až téměř do deseti hodin, poté vyrazila pěchota. Československým dělostřelcům se podařilo zasáhnout všechny určené cíle. Útok podporovaly i československé tanky. Jeden z nich najel na minu, ale byl posléze opraven, další tank byl zničen německým Panzerfaustem. Zbývajícím tankům se podařilo zničit několik německých kulometných hnízd, dva bunkry, několik okopů, protitankové dělo a několik tankoborníků a pěšáků. Svůj úkol obsadit stanovené kóty českoslovenští tankisté splnili. Velitel sovětské 70. gardové divize generálmajor Gusev se o československých dělostřelcích pochvalně vyjádřil i u nejvyššího sovětského představitele Stalina, který udělil třem z pěti československých pluků čestný název „Jaselský.“

## Po bitvě
Po bitvě se československé dělostřelectvo vrátilo zpět k hlavním silám 1. československého armádního sboru na Slovensko. Československá tanková brigáda byla doplněna o nové stroje a na konci února čítala její výzbroj 52 tanků T-34/85, 12 tanků T-34/76, 1 tank T-70 a 2 samohybná děla SU-85. Mimo to měli českoslovenští vojáci k dispozici 75 nákladních, speciálních a cisternových vozidel a k vyprošťování zasažených tanků 6 traktorů. Čs. tanková brigáda byla poté převelena pro účely Ostravské operace.

## Významný den
V roce 1948 byl 15. leden ustanoven jako Den československého dělostřelectva.